# Rio do Pires
Rio do Pires é um município brasileiro no interior do estado da Bahia. Sua população, segundo o Censo 2022 do IBGE, era de 10 497 habitantes. Em 2024, o IBGE estimou a sua população em 10 801 habitantes.

## História
A primeira família a se instalar no território rio-pirense foi a família Pires, de origem portuguesa, que ali se fixou no século XVIII e cujo sobrenome foi dado à Fazenda Pires, pertencente a essa família, e ao curso d’água que passa próximo a essa propriedade rural, o Rio do Pires, o qual deu nome ao município.
O primeiro povoado a surgir no que é hoje Rio do Pires foi Santa Maria do Ouro (atual Ibiajara), como resultado da descoberta de jazidas de ouro ali, no século XVIII.
Na segunda metade do século XIX, antigos mineradores de Santa Maria do Ouro e do Morro do Fogo, que deixaram esses povoados devido à decadência da mineração de ouro, criaram fazendas pelo território rio-pirense.
Nas primeiras décadas do século XX, a expansão da agropecuária trouxe para o território municipal pessoas vindas de regiões próximas. Nessa época, surgiu, na Fazenda Pires, o povoado de Rio do Pires. Em 1927, iniciou-se a feira livre e construiu-se a capela de Senhor do Bonfim.
Em 1909, o povoado de Santa Maria do Ouro foi elevado à categoria de distrito do município de Paramirim. Em 1938, esse distrito teve seu nome alterado para Ibiajara.
Devido ao crescimento do povoado de Rio do Pires, a Lei Estadual n° 628, de 30 de dezembro de 1953, o elevou à categoria de distrito, ainda subordinado a Paramirim.
Por meio da Lei Estadual n.º 628, de 17 de novembro de 1961, os distritos de Rio do Pires e Ibiajara foram desmembrados de Paramirim para a criação do novo município de Rio do Pires, o qual foi instalado em 7 de abril de 1963, com a posse do primeiro prefeito, Clemente Pereira da Silva, e da primeira legislatura da Câmara Municipal.

## Geografia
O município de Rio do Pires está localizado no centro-sul da Bahia, no território de identidade da Bacia do Paramirim, e faz divisa com os municípios de Caturama, Érico Cardoso, Abaíra, Piatã, Novo Horizonte, Ibipitanga e Macaúbas. Está a uma altitude de 550 m, possui clima variando entre tropical semiúmido e tropical semiárido e como vegetação predominante, a Caatinga.
Na divisa entre Rio do Pires e Abaíra, está o Pico do Barbado, o ponto mais alto da Região Nordeste do Brasil, com 2033 m de altitude.
O município tem como principais cursos d'água o Rio Paramirim, o Rio da Caixa e o Rio do Pires. Faz parte da bacia hidrográfica do Rio São Francisco, sendo o Rio Paramirim, que banha o município, um dos maiores e mais importantes afluentes da margem direita do Rio São Francisco.

### Povoados
- Placa de São Domingos
- Ibiajara
- Alagoinhas
- Varzinha
- Curral Queimado
- Mulungu

## Economia
A economia municipal tem como fontes básicas de renda a agricultura e a pecuária e pequenas indústrias como lojas que, após as atividades domésticas, compõem o ramo ocupacional mais numeroso. Na sede municipal, encontram-se diversos estabelecimentos comerciais, como mercados, farmácias, padarias, bares, lojas de confecções, lojas de utilidades domésticas e oficinas mecânicas.